# Милешевска штампарија
Милешевска штампарија је била штампарска кућа основана 1544. године у манастиру Милешева у околини Пријепоља. Три рукописне и штампане књиге српске редакције старословенског језика (Србуље) су штампане у овој штампарији. Две су направљене 1544. и 1545. године, а једна 1557. године.

## Реализација идеје о штампању
Активности везане за штампање у манастиру Милешева почињу када 1518. или почетком 1519. године монах манастира Милешева Теодор Љубавић одлази у Венецију да научи технике штампања. Љубавић је радио у Горажданској штампарији у периоду од 1521—1523. године. У периоду од 1533—1535. године, манастир Милешева посећује Божидар Вуковић, један од првих српских штампара у Црној Гори. Након разговора са званичницима, Вуковић закључује споразум са манастиром, да манастир дистрибуира своје књиге.

## Оснивање штампарије
1543. године, Тодор Љубојевић и син од Божидара Вуковића су послати у Венецију да купе штампарску машину за манастир. Са њима су ишли милешевски монах Сава и Мардарије, који је био игуман манастира Бања, код Прибоја. Манастир Бања је у то време био седиште митрополичког епископа, док је манастир Милешева био један од најбогатијих манастира. Баш због тога су та два манастира имала задатак да финансирају и организују успостављање штампарије у манастиру Милешева..

## Штампање
Милешевска штампарија постојала је у периоду од 1544—1557. године, а у њој су штампане три књиге :
- Два средњовековна псалтира (1544 и 1557) и
- Требник (1545)[5][6]

Средњовековни псалтир из 1544. године уређивали су и припремили Мардарије и Теодор Љубавић, на основу псалтира Божидара Вуковића из 1519—1520. године. О Требнику се зна да су га штампали Дамјан и Милан из Колубаре. Трећа књига, односно други Средњовековни псалтир, штампана је након паузе од дванаест година, односно 1557. године. Ова књига је штампана на скроз другачији начин, а постоје извори да су се у манастиру Милешева налазиле две штамарије, обе основане по наредби игумана манастира Данила.